# Молчанов Володимир Олексійович
Володи́мир Олексі́йович Молча́нов (нар. 9 березня 1949, Мукачево, Закарпатська область) — український тренер зі стрибків у воду, Заслужений працівник фізичної культури і спорту України, Заслужений тренер України.

## Біографія
Народився у 9 березня 1949 році в місті Мукачево.
У 1972 році закінчив факультет фізичного виховання Харківського педагогічного інституту ім. Г. С. Сковороди.
З 1980 по 1991 роки — старший тренер клубу Радянської армії, м. Хабаровськ.
З 1992 працює старшим тренером зі стрибків у воду в Харківському державному вищому училищі фізичної культури № 1.

## Результати
Підготував 13 майстрів спорту України, 3 майстрів спорту України міжнародного класу, 1 Заслуженого майстра спорту України.
Його вихованці входять до складу національної збірної України: Пригоров Олексій Вікторович, Корольова Алевтина Павлівна, Федорова Олена Олегівна.